# Фридман, Михаил Владимирович
Михаи́л Влади́мирович Фри́дман (1 мая 1922, Новые Драгушены, Бессарабия — 18 августа 2006, Москва) — советский и российский литературовед, прозаик, поэт и переводчик, специалист по румынской литературе. Доктор филологических наук, старший научный сотрудник Института славяноведения и балканистики АН СССР (впоследствии Российской академии наук).

## Биография
Родился в бессарабском селе Новые Драгушены (ныне Хынчештского района Молдовы). Учился в лицее в Бухаресте. В годы Великой Отечественной войны — на фронте, родители и шестилетняя сестра погибли в Кишинёвском гетто. Окончил Московский государственный педагогический институт им. В. И. Ленина (1948), после чего работал учителем русского языка и литературы в московской средней школе № 31. Кандидатская диссертация (1953) посвящена творчеству Михаила Садовяну, с которым Фридман был связан всю жизнь.
Известен многочисленными переводами и литературоведческими работами, связанными с классической и современной румынской литературой. Автор автобиографических романов «Книга Иосифа» (1994) и «Вторая книга Иосифа» (2005). В переводах Михаила Фридмана, среди прочего, вышли книги классика современной румынской литературы Михаила Садовяну: По Сирету мельница плыла. — М.: Гослитиздат, 1954; Никоарэ Подкова. — М.: Издательство иностранной литературы, 1955; Жизнь Штефана Великого. Бухарест: Издательство литературы на иностранных языках, 1957; Братья Ждер. — М.: Художественная литература, 1971; Избранное. — М.: Художественная литература, 1976; Чекан. — М.: Известия, 1983. Таким образом Фридманом было переведено и издано на русском языке практически всё творческое наследие этого писателя.
Написал обзор истории современной румынской литературы для многотомной «Истории литератур Восточной Европы после второй мировой войны» (том первый: 1945—1960 гг., М. Индрик, 1995), подготовленный под эгидой Института славяноведения РАН. Составил ряд учебно-методических пособий для изучающих русский язык. С начала 1990-х годов публиковал литературоведческие работы также на румынском языке (cf «M. Sadoveanu: o ipostază românească a relaţiei naţional-universal» //Revistă de Lingvistică şi Ştiinţă Literară, Кишинёв, 1992, nr. 3—4).
В 2000 году был награждён румынской медалью «150 de ani de la naşterea lui Mihai Eminescu» (150 лет со дня рождения Михая Эминеску) за главу «Один румын в Вене» в энциклопедии «Вена — как магнит», вышедшей в Австрии в 1996 году на немецком языке. Награждён медалями Румынии и Монголии. Член Союза писателей СССР (1979) и Союза писателей Москвы.

## Семья
- Жена — филолог, переводчик и литературный критик Нина Шульгина (1925—2017), редактор журнала «Иностранная литература» (1977—1987); переводила художественную прозу с словацкого и чешского языков, в том числе 7 романов Милана Кундеры.
  - Дочери — художница, скульптор и книжный иллюстратор Лидия Шульгина (замужем за художником Н. А. Эстисом); литератор Ирина Михайловна Шульгина. Внук — художник и литератор Александр Николаевич Эстис (род. 1987, Москва).

## Книги
- Русский язык — Idioma ruso: тексты, комментарии, упражнения. Москва: Русский язык, 1976.
- Литература и жизнь народа: литературно-художественная критика в СРР. Составление и перевод М. В. Фридмана. Москва: Прогресс, 1981.
- Идейно-эстетические течения в румынской литературе XIX—XX вв. К проблеме преемственности. Институт славяноведения и балканистики АН СССР. Москва: Наука, 1989.
- Книга Иосифа: Роман. Иллюстрации Лидии Шульгиной. Москва: Радикс, 1994.
- Реквием на два голоса. Стихи, письма, эссе. С рисунками, письмами и репродукциями картин Лидии Шульгиной. Москва: Крук-Престиж, 2002.
- Вторая книга Иосифа: Роман. Москва: КРУК-Престиж, 2005.